# E85 (európai út)
Az E85-ös európai út a nemzetközi európai úthálózat része. Klaipédától (Litvánia), Alexandrúpoliig (Görögország) tart.
Áthalad Fehéroroszországon, Ukrajnán, Románián és Bulgárián. Hossza 2314 km, nagyrésze főút, keresztezi Bukarestet, Bákót, Csernyivcit.
Románia nagy részén a DN2-es főút néven ismert.